# 伏虞縣
伏虞縣，隋代設置的縣。
梁置宣漢縣，屬巴州伏虞郡，開皇初郡廢，十八年改伏虞縣。，武德元年，割巴州之伏虞縣等六縣置蓬州。宋代仍屬蓬州，熙寧五年，省良山縣為鎮併入。元至元二十年，併入儀隴縣。